# Auditorio de Zaragoza

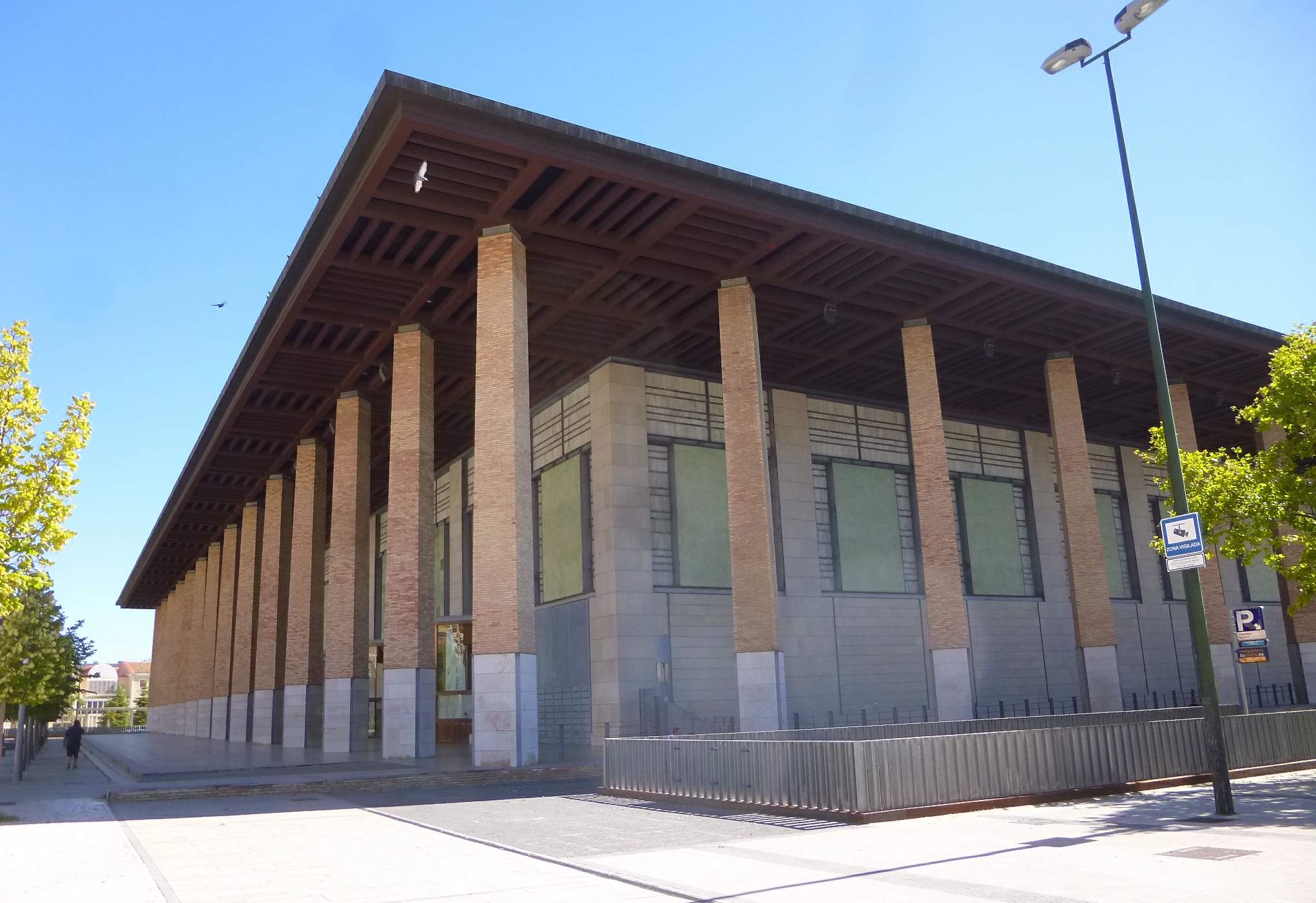
Auditorio de Zaragoza

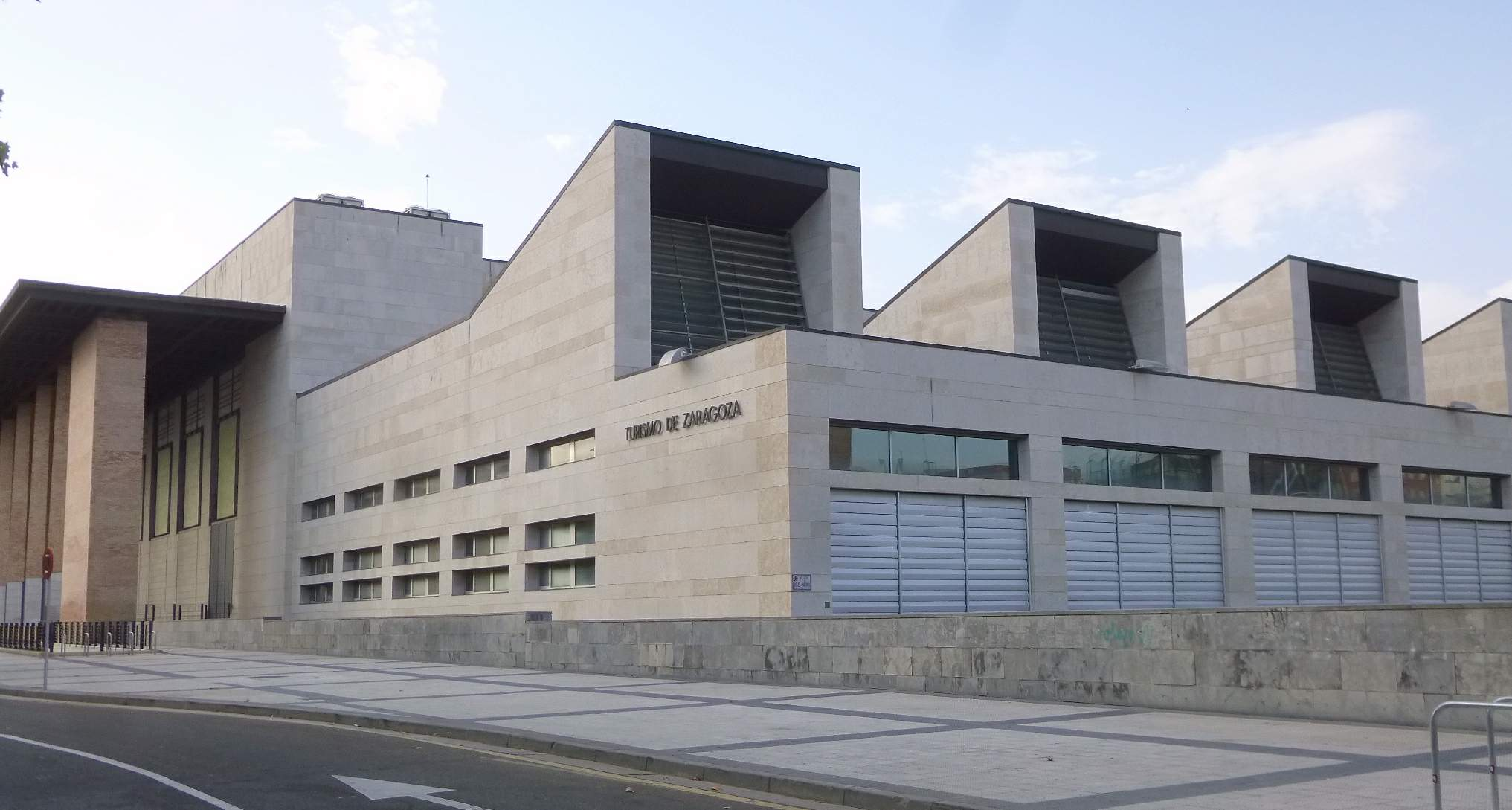
Otra vista del Auditorio

El Auditorio de Zaragoza, oficialmente Auditorio de Zaragoza Princesa Leonor, es la sala de conciertos y palacio de congresos que se encuentra en la ciudad de Zaragoza.
El Auditorio forma parte de un complejo formado por el propio Auditorio - Palacio de Congresos y la Sala Multiusos, destinada a acoger ferias, exposiciones sectoriales, conciertos juveniles, etc. El complejo es obra de los arquitectos aragoneses José Manuel Pérez Latorre y Basilio Tobías (la zona multiusos) y tuvo un coste de 6700 millones de pesetas (unos 40 millones de euros) que costeó el Ayuntamiento de Zaragoza. Fue inaugurado el 5 de octubre de 1994 con un concierto ofrecido por la Orquesta y Coro Nacional de España con un programa que incluía los Cantos de pleamar del turolense Antón García Abril y la Novena sinfonía de Beethoven. Desde 2024 el Auditorio está nombrado en honor de la princesa de Asturias, Leonor de Borbón.
La alta calidad sonora de las salas del Auditorio ha sido elogiada por directores de la talla de Zubin Mehta:

Siempre que me preguntan por los auditorios modernos, en cualquier lugar del mundo, tengo que referirme al Auditorio de Zaragoza, porque tiene la acústica más importante, la mejor que conozco.
Zubin Mehta

## Dependencias
Las dependencias con que cuenta el auditorio son las siguientes:
- Sala Mozart. Es la principal sala de conciertos. Tiene una capacidad máxima de 1.992 personas y un escenario de 340 metros cuadrados. La sala se emplea también como sede principal de congresos y cuenta con sistema de interpretación simultánea, circuito cerrado de televisión, pantallas de proyección LCD, entre otros.
- Sala Luis Galve. Utilizada para conciertos de cámara, tiene una capacidad máxima de 429 plazas y un escenario de 120 metros cuadrados. También se puede utilizar para congresos y conferencias al contar con medios para proyección y interpretación simultánea.
- Sala Mariano Gracia. Tiene una capacidad máxima de 200 plazas y un escenario de 200 metros. Se utiliza mayoritariamente para reuniones y conferencias.
- Sala de videoconferencia. Tiene una capacidad de 10 personas y posibilidad de interconectarse con el resto de las salas.
- Sala hipóstila. Constituye el hall del auditorio y punto de acceso a las salas más importantes. También se utiliza como sala de exposiciones, stands o presentaciones de producto.
- Sala Multiusos. Con entrada independiente pero en el mismo complejo, tiene una superficie de sala de 2.215 metros y un escenario de 425 metros. Su capacidad es de 6500 personas de pie o 2.500 sentadas. También dispone de instalaciones para cafetería, almacén, cabinas telefónicas, oficinas y sala de prensa. Entre otros eventos, acoge el Salón del cómic de Zaragoza.[5]

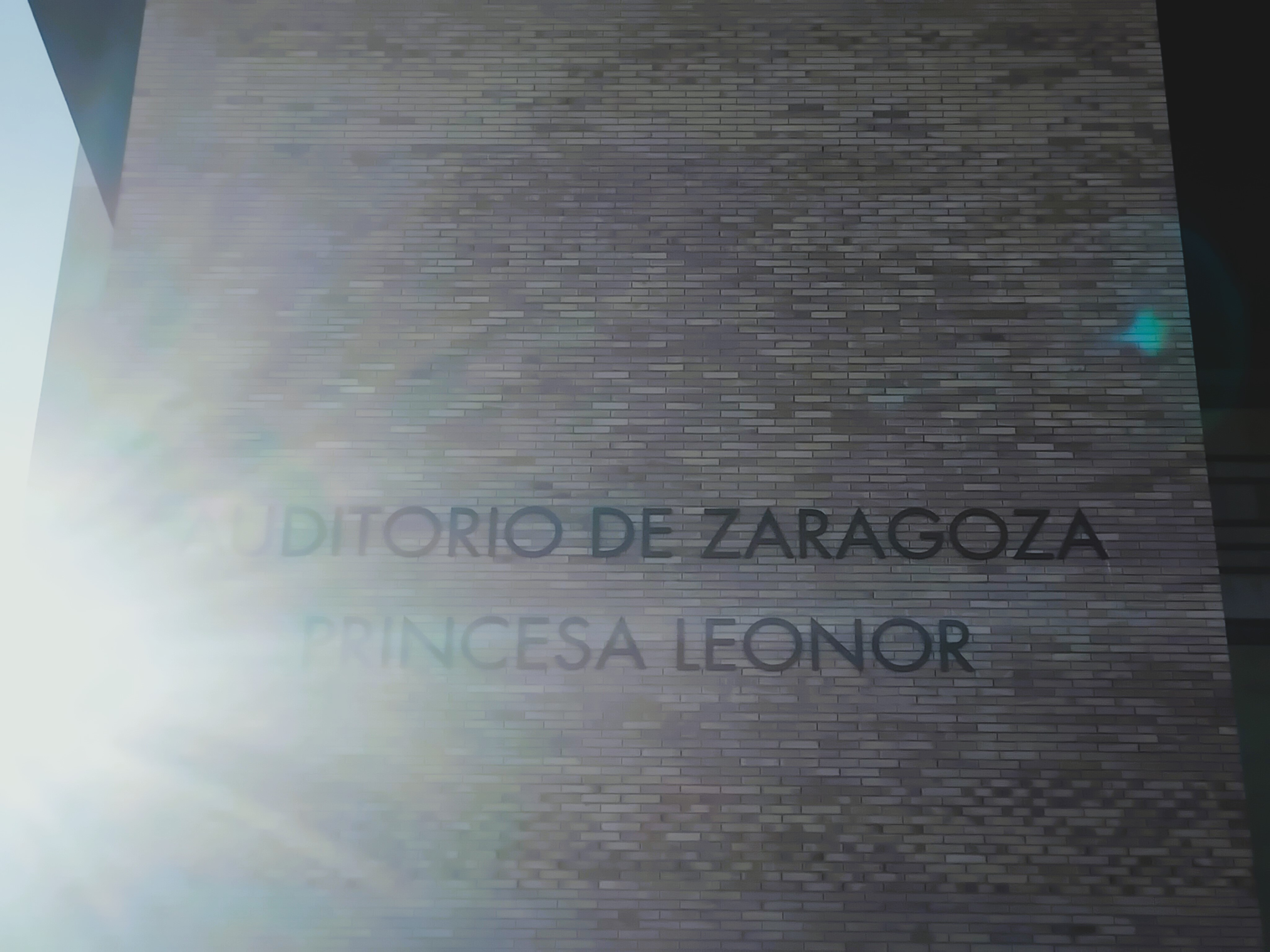

## Grupos musicales residentes
- Sinfónica Ciudad de Zaragoza http://www.sinfonicaciudaddezaragoza.com
- Orquesta Reino de Aragón http://www.orquestareinodearagon.es
- Orquesta de cámara Grupo Enigma
- Orquesta barroca Al Ayre Español
- Coro Amici Musicae.